# Nopsides ceralbonus
Nopsides ceralbonus là một loài nhện trong họ Caponiidae. Chúng được Ralph Vary Chamberlin miêu tả năm 1924.